# Peter Pčolinský
Peter Pčolinský (ur. 6 kwietnia 1982 we Vranovie nad Topľou) – słowacki polityk i działacz społeczny, poseł do Rady Narodowej.

## Życiorys
Absolwent zarządzania na Uniwersytecie Komeńskiego w Bratysławie, uzyskał magisterium na tej uczelni. Pracował w różnych branżach. W 2012 zyskał rozpoznawalność jako organizator protestów odbywających się po wybuchu afery zwanej „kauza Gorila”, dotyczącej działalności służb specjalnych.
Współpracował z Milanem Krajniakiem, był zatrudniony w jego kawiarni, publikował też w wydawanym przez niego internetowym dzienniku „Konzervatívny výber”. Był jednym z założycieli ugrupowania Jesteśmy Rodziną, w 2019 objął w nim funkcję wiceprzewodniczącego. W wyborach w 2016 uzyskał mandat posła do Rady Narodowej. W 2020 z powodzeniem ubiegał się o poselską reelekcję.